# 양왕 (양나라)
양왕(梁王)은 중국의 왕작으로, 양군을 봉토로 받은 제후왕의 칭호다.

## 전한
전한에서는 원래 양군이 없었고 진나라의 탕군이 있었고, 양나라는 이 탕군을 기반으로 세워졌다. 이 양나라는 경제 시기에 제천·산양·양·제동·제양 다섯 나라로 분할됐고 그 중 양나라 지역이 향후 양군이 됐다. 즉, 후한 이래로 양왕의 칭호는 양군에서 나왔는데, 양군이란 지명의 유래는 전한의 제후왕 양왕에서 비롯한 것이다. 초대 양왕인 팽월 시절에는 수도가 후대의 양군이 아닌 후대의 제음군의 속현인 정도현에 있기도 했다. 전한의 양왕들과 그 재위 기간은 다음과 같다.
1. 팽월(기원전 202년 ~ 기원전 196년)
2. 유회(기원전 196년 ~ 기원전 181년)
3. 여산(기원전 181년 ~ 기원전 180년, 여왕으로도 불림)
4. 유태(기원전 180년)
5. 회왕 유읍(기원전 178년 ~ 기원전 169년 6월)
6. 효왕 유무(기원전 168년 ~ 기원전 144년)
7. 공왕 유매(기원전 144년 ~ 기원전 137년)
8. 평왕 유양(기원전 137년 ~ 기원전 97년)
9. 정왕(혹 경왕) 유무상(기원전 97년 ~ 기원전 86년)
10. 경왕 유정국(기원전 86년 ~ 기원전 46년)
11. 이왕 유수(기원전 46년 ~ 기원전 40년)
12. 강왕 유가(기원전 40년 ~ 기원전 25년)
13. 유립(기원전 25년 ~ 기원후 3년)
14. 유음(5년 ~ 9년)

1, 2, 3, 4, 5대까지는 살해되거나(1대 팽월, 3대 여산, 4대 유태) 봉지가 옮겨지거나(2대 유회) 자손 없이 죽어(5대 회왕) 왕가를 형성하지 못했다. 6대 효왕 이후, 중간에 잠깐 왕위가 끊긴 적은 있었으나 전한의 멸망까지 효왕의 자손들이 왕위를 세습한다.

## 현한
신나라에서는 양나라를 폐지했다. 23년, 한 경시제가 즉위하자 전한의 양왕 유립의 아들 유영이 경시제에게서 양왕에 책봉되었다. 유영은 경시제가 패망하자 천자를 일컬었고, 유영이 죽은 후 아들 유우가 뒤를 이었으나 양왕으로 추대되고 천자를 일컫지는 못했다. 유우가 죽은 후, 양왕은 후한의 작위가 된다. 현한의 양왕들과 그 재위 기간은 다음과 같다.
1. 유영(23년 ~ 25년)
2. 유우(27년 ~ 29년)